# Campaña de la Península

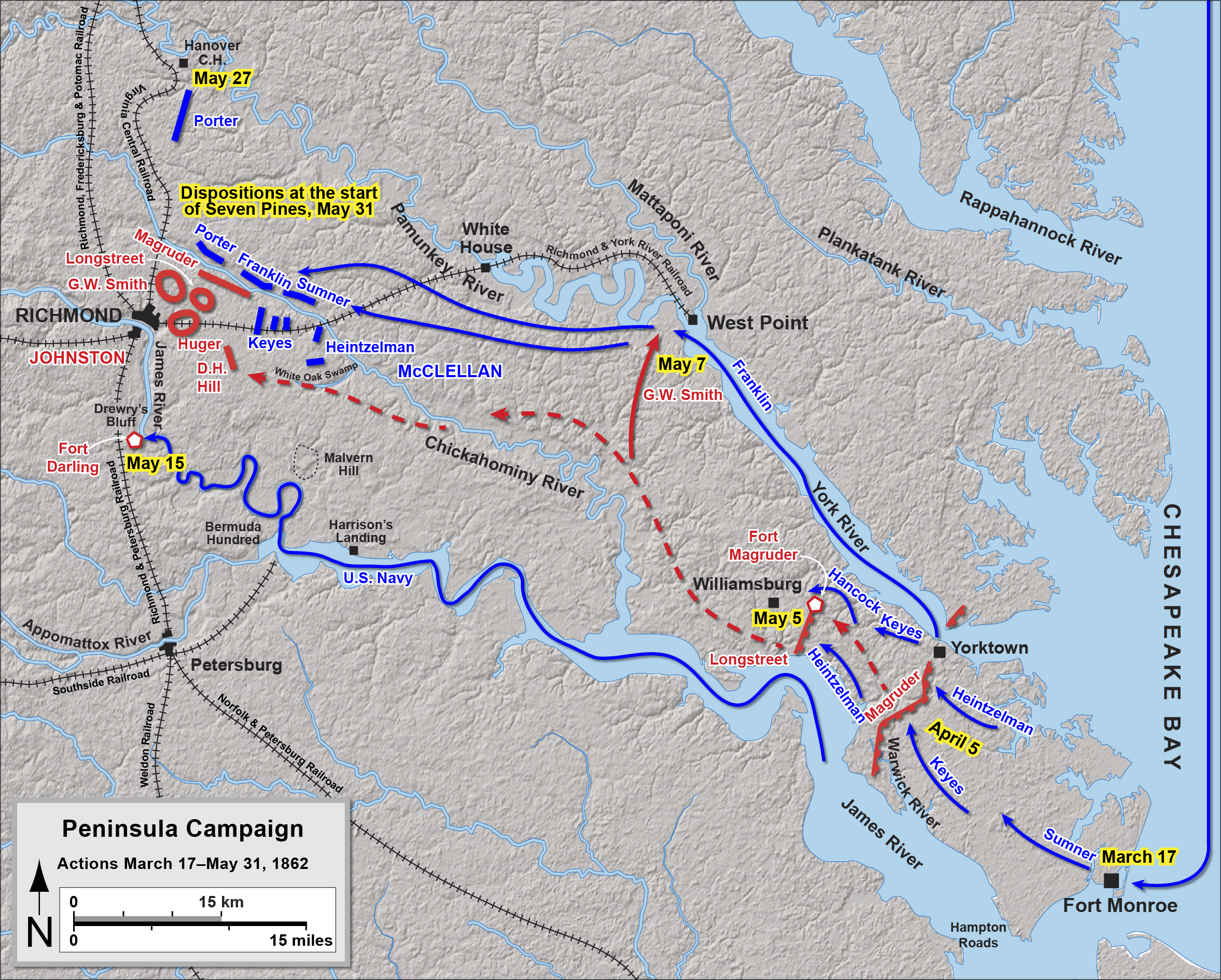
Campaña de la Península. Eventos hasta la batalla de Seven Pines.

La campaña de la Península (también conocida como la campaña Peninsular) de la Guerra de Secesión estadounidense fue una importante operación de la Unión lanzada en la Península de Virginia de marzo a julio de 1862, la primera ofensiva a gran escala en el Teatro del Este. La operación, comandada por el general de división George B. McClellan, era un movimiento anfibio contra el ejército de los Estados Confederados en el norte de Virginia, con la intención de capturar la capital confederada de Richmond. McClellan tuvo éxito inicialmente contra el igualmente cauteloso general Joseph E. Johnston, pero el surgimiento del más agresivo general Robert E. Lee convirtió las subsiguientes batallas de los Siete Días en una humillante derrota de la Unión.
McClellan desembarcó su ejército en Fort Monroe y se trasladó al noroeste, hacia la Península de Virginia. La posición defensiva del general de brigada confederada John B. Magruder en la Línea Warwick sorprendió a McClellan. Sus esperanzas de un avance rápido fracasaron, McClellan ordenó a su ejército que se preparara para un asedio a Yorktown. Justo antes de que se completaran los preparativos para el asedio, los confederados, ahora bajo el mando directo de Johnston, comenzaron a retirarse hacia Richmond. Los primeros combates intensos de la campaña tuvieron lugar en la batalla de Williamsburg, en la que las tropas de la Unión consiguieron algunas victorias tácticas, pero los confederados continuaron su retirada. Un movimiento anfibio de flanqueo al desembarco de Eltham fue ineficaz para cortar la retirada de los Confederados. En la batalla de Drewry's Bluff, un intento de la Marina de los Estados Unidos de llegar a Richmond por el río James fue rechazado.
Cuando el ejército de McClellan llegó a las afueras de Richmond, se produjo una batalla menor en el Palacio de Justicia de Hannover, pero fue seguida por un ataque sorpresa de Johnston en la Batalla de Seven Pines o de Fair Oaks. La batalla no fue concluyente, con muchas bajas, pero tuvo efectos duraderos en la campaña. Johnston fue herido por un fragmento de artillería de la Unión el 31 de mayo y reemplazado al día siguiente por el más agresivo Robert E. Lee, quien reorganizó su ejército y se preparó para la acción ofensiva en las batallas finales del 25 de junio al 1 de julio, conocidas popularmente como las batallas de los Siete Días.

## Antecedentes

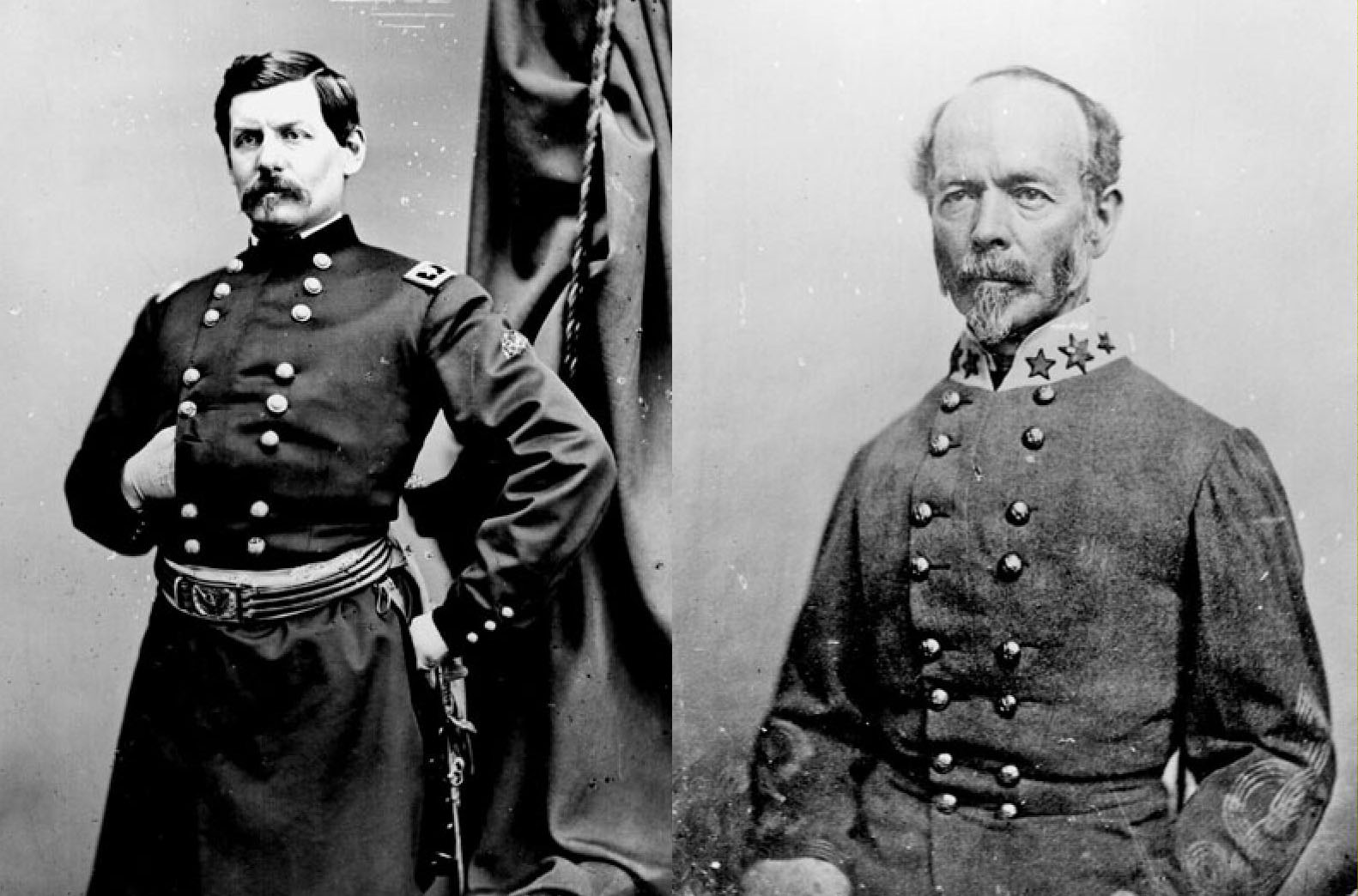
Generales George B. McClellan (USA) y Joseph E. Johnston (CSA)

El 20 de agosto de 1861, el general de división George B. McClellan formó el ejército del Potomac, con él mismo como su primer comandante. Durante el verano y el otoño, McClellan trajo un alto grado de organización a su nuevo ejército, y mejoró grandemente su moral con sus frecuentes viajes para revisar y alentar a sus unidades. Fue un logro notable, en el que llegó a personificar al ejército del Potomac y cosechó la adulación de sus hombres. Creó defensas para Washington que eran casi inexpugnables, consistentes en 48 fuertes y puntos fuertes, con 480 cañones servidos por 7200 artilleros.
El 1 de noviembre de 1861, el general Winfield Scott se retiró y McClellan fue ascendido a general en jefe de todos los ejércitos de la Unión. El presidente expresó su preocupación por el "vasto trabajo" que implica el doble papel de comandante del ejército y general en jefe, pero McClellan respondió: "Puedo hacerlo todo".
El 12 de enero de 1862, McClellan reveló sus intenciones de transportar al ejército del Potomac en barco a Urbanna, Virginia, en el río Rappahannock, flanqueando a las fuerzas confederadas cerca de Washington, y procediendo 50 millas (80 km) por tierra para capturar Richmond. El 27 de enero, Lincoln emitió una orden que requería que todos sus ejércitos comenzaran operaciones ofensivas para el 22 de febrero, el día del cumpleaños de Washington. El 31 de enero, emitió una orden suplementaria para que el ejército del Potomac se moviera por tierra para atacar a los confederados en Manassas Junction y Centreville. McClellan respondió inmediatamente con una carta de 22 páginas objetando en detalle el plan del presidente y abogando en su lugar por su plan Urbanna, que fue la primera instancia escrita de los detalles del plan que se presentaron al presidente. Aunque Lincoln creía que su plan era superior, se sintió aliviado de que McClellan finalmente aceptara comenzar a moverse, y lo aprobó a regañadientes. El 8 de marzo, dudando de la determinación de McClellan, Lincoln convocó un consejo de guerra en la Casa Blanca en el que se preguntó a los subordinados de McClellan sobre su confianza en el plan Urbanna. Expresaron su confianza en mayor o menor medida. Después de la reunión, Lincoln emitió otra orden, nombrando oficiales específicos como comandantes de cuerpo para que se reportaran a McClellan (quien se había mostrado reacio a hacerlo antes de evaluar la efectividad de los comandantes de su división en el combate, a pesar de que esto habría significado su supervisión directa de doce divisiones en el campo).
Antes de que McClellan pudiera implementar sus planes, las fuerzas confederadas del general Joseph E. Johnston se retiraron de sus posiciones antes de Washington el 9 de marzo, asumiendo nuevas posiciones al sur del Rappahannock, lo que anuló completamente la estrategia de Urbanna. McClellan reorganizó su plan para que sus tropas desembarcaran en Fort Monroe, Virginia, y avanzaran por la península de Virginia hasta Richmond. Sin embargo, McClellan fue objeto de críticas extremas por parte de la prensa y el Congreso cuando se descubrió que las fuerzas de Johnston no sólo se habían escabullido sin ser notadas, sino que durante meses habían engañado al ejército de la Unión mediante el uso de armas cuáqueras.

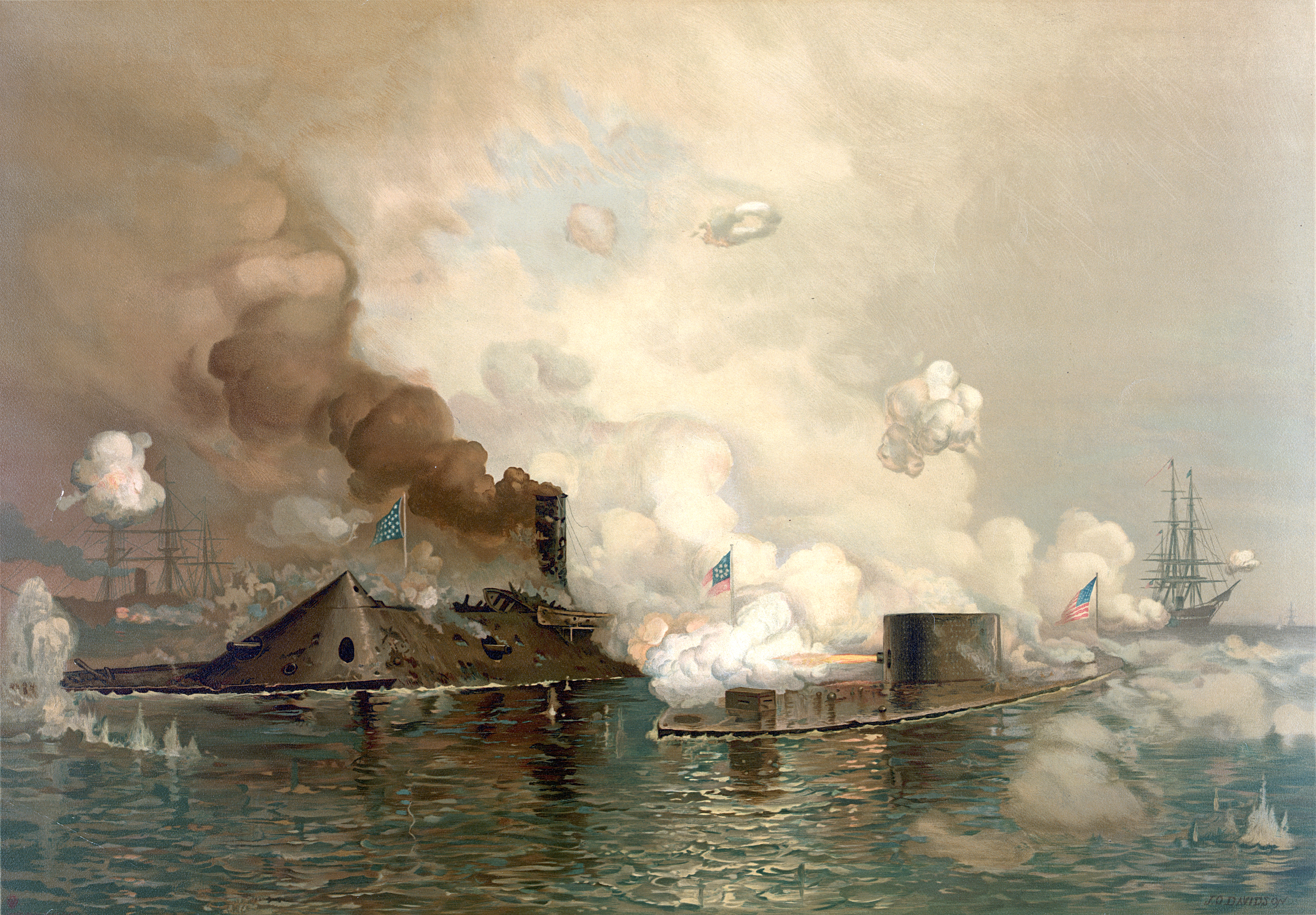
Batalla de Hampton Roads

Otra complicación para la planificación de la campaña fue el surgimiento del primer buque de guerra acorazado confederado, el CSS Virginia (ex CSS Merrimac), que hizo que Washington entrara en pánico y que las operaciones de apoyo naval en el río James parecieran problemáticas.En la batalla de Hampton Roads (8 y 9 de marzo de 1862), Virginia derrotó a los barcos de madera de la Armada de Estados Unidos que bloqueaban el puerto de Hampton Roads, Virginia, incluyendo las fragatas USS Cumberland y el  USS Congress  el 8 de marzo, poniendo en duda la viabilidad de cualquiera de los barcos de madera en el mundo. Al día siguiente, el USS Monitor blindado llegó a la escena y se comprometió con el Virginia, el famoso primer duelo de blindados. La batalla, aunque no fue concluyente, recibió publicidad mundial. Después de la batalla, quedó claro que los barcos acorazados eran el futuro de la guerra naval. Ninguno de los dos barcos dañó gravemente al otro; el único resultado neto fue impedir que el Virginia atacara más barcos de madera.
El 11 de marzo de 1862, Lincoln destituyó a McClellan como general en jefe, dejándolo al mando sólo del ejército del Potomac, ostensiblemente para que McClellan fuera libre de dedicar toda su atención al movimiento en Richmond. Aunque McClellan se apaciguó con los comentarios de apoyo que Lincoln le hizo, con el tiempo vio el cambio de mando de manera muy diferente, describiéndolo como parte de una intriga "para asegurar el fracaso de la campaña que se avecinaba".

## Movimiento a la península

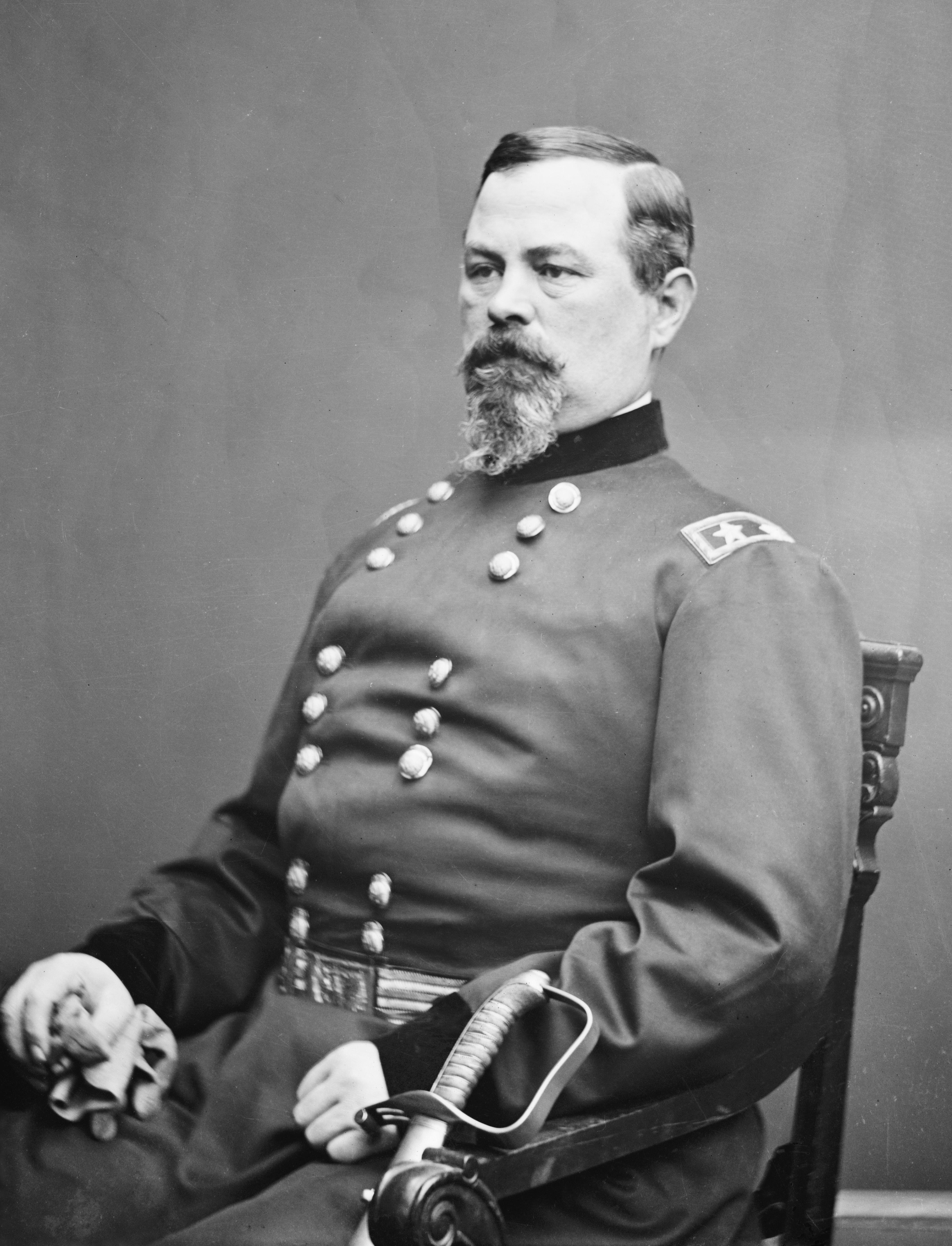
Mayor general Irwin McDowell

El ejército de McClellan comenzó a navegar desde Alexandria el 17 de marzo. Fue una armada que eclipsó a todas las expediciones americanas anteriores, transportando 121.500 hombres, 44 baterías de artillería, 1.150 carros, más de 15.000 caballos y toneladas de equipo y suministros. Un observador inglés comentó que era el "paso de un gigante".
Con el CSS Virginia todavía activo, la Marina de los Estados Unidos no pudo asegurarle a McClellan que podían proteger las operaciones en el James o en el York, así que su plan de envolver anfibiamente Yorktown fue abandonado, y ordenó un avance a la Península para comenzar el 4 de abril.
El 5 de abril, el IV Cuerpo del general de Brigada Erasmus D. Keyes hizo contacto inicial con los trabajos defensivos de la Confederación en Lee's Mill, un área que McClellan esperaba atravesar sin resistencia. Magruder, un fanático del teatro, inició una exitosa campaña de engaño. Al mover una compañía en círculos a través de una cañada, ganó la apariencia de una interminable línea de refuerzos marchando para relevarlo. También extendió su artillería muy lejos y la hizo disparar esporádicamente a las líneas de la Unión. Los federales estaban convencidos de que sus obras estaban fuertemente arraigadas, y reportaron que un ejército de 100,000 personas estaba en su camino. Mientras los dos ejércitos luchaban en un duelo de artillería, el reconocimiento indicaba a Keyes la fuerza y amplitud de las fortificaciones confederadas, y él aconsejaba a McClellan que no las atacara. McClellan ordenó la construcción de fortificaciones de asedio y trajo sus pesados cañones de asedio al frente. Mientras tanto, el general Johnston trajo refuerzos para Magruder.
McClellan decidió no atacar sin más reconocimiento y ordenó a su ejército que atrincherara en obras paralelas a las de Magruder y el asedio de Yorktown. McClellan reaccionó al informe de Keyes, así como a los informes de fuerza enemiga cerca de la ciudad de Yorktown, pero también recibió noticias de que el Cuerpo I, bajo el mando del general de división Irvin McDowell, sería retenido para la defensa de Washington, en lugar de unirse a él en la Península como McClellan había planeado. Además de la presión de la campaña de Jackson's Valley, el presidente Lincoln creía que McClellan no había dejado suficiente fuerza para proteger a Washington y que el general había sido engañoso al informar sobre los puntos fuertes de la unidad, contando las tropas como listas para defender a Washington cuando en realidad estaban desplegadas en otro lugar. McClellan protestó que se le estaba obligando a dirigir una gran campaña sin los recursos prometidos, pero siguió adelante de todos modos. Durante los siguientes 10 días, los hombres de McClellan cavaron mientras Magruder recibía constantemente refuerzos. A mediados de abril, Magruder comandaba a 35.000 hombres, apenas lo suficiente para defender su línea.
Aunque McClellan dudaba de su superioridad numérica sobre el enemigo, no tenía dudas sobre la superioridad de su artillería. Los preparativos para el asedio en Yorktown consistieron en 15 baterías con más de 70 cañones pesados. Cuando se disparan al unísono, estas baterías arrojan más de 7.000 libras de artillería a las posiciones enemigas con cada descarga.

## Asedio de Yorktown

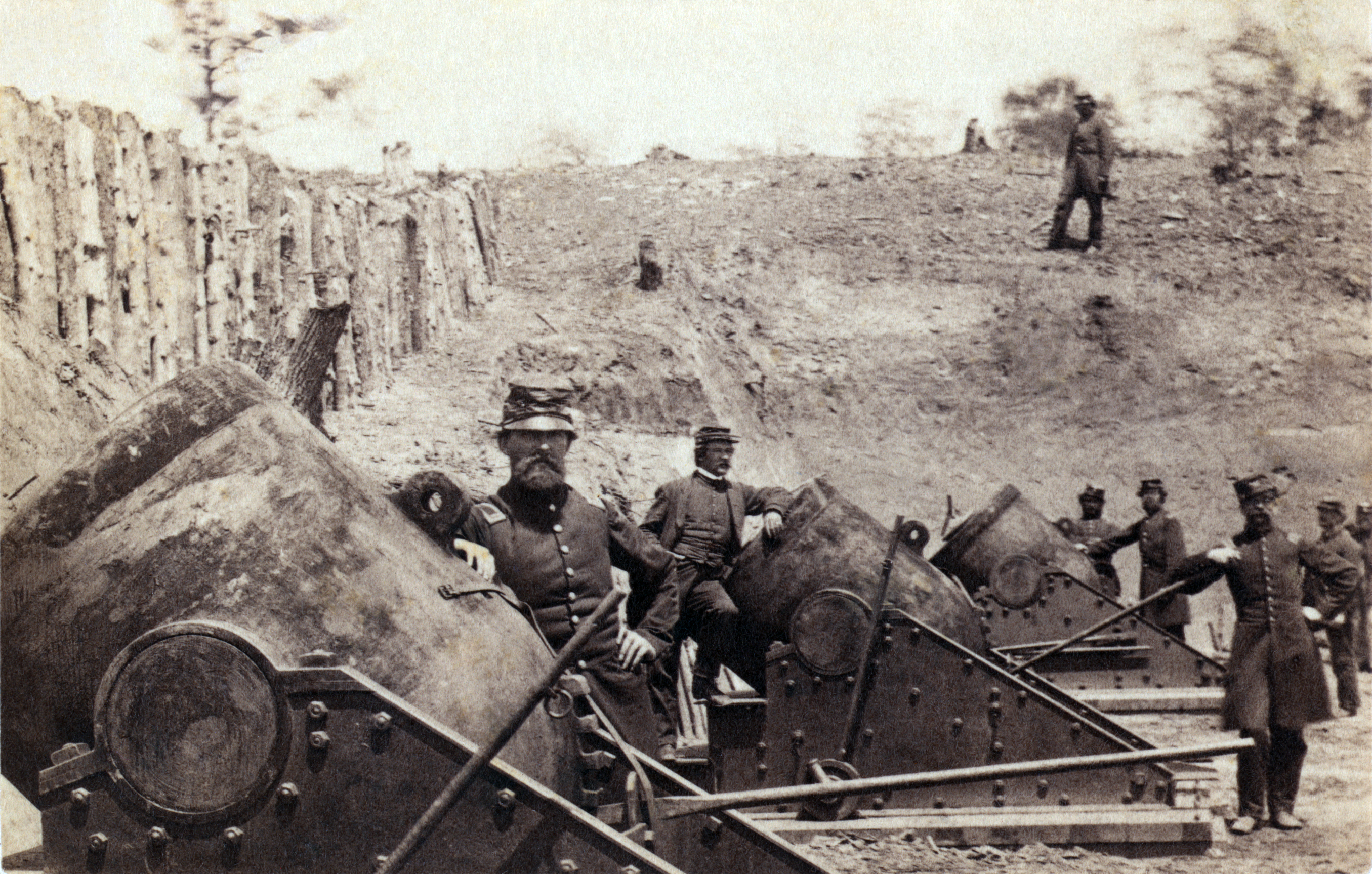
Artillería de asedio de Unión en el sitio de Yorktown. Morteros navales de 330 mm.

El 16 de abril, las fuerzas de la Unión sondearon un punto de la línea confederada en la presa n.º 1, en el río Warwick, cerca de Lee's Mill. Magruder se dio cuenta de la debilidad de su posición y ordenó que se fortaleciera. Tres regimientos bajo el mando del general de brigada Howell Cobb, con otros seis regimientos cercanos, estaban mejorando su posición en la orilla oeste del río con vistas a la presa. McClellan se preocupó de que este fortalecimiento pudiera impedir su instalación de baterías de asedio. Ordenó al general de brigada William F. "Baldy" Smith, comandante de división del IV Cuerpo, que "obstaculizara al enemigo" para completar sus trabajos defensivos.
A las 3 p. m., cuatro compañías de la 3.ª Infantería de Vermont cruzaron la presa y derrotaron a los defensores restantes. Detrás de las líneas, Cobb organizó una defensa con su hermano, el coronel Thomas Cobb de la Legión de Georgia, y atacó a los Vermonters, que habían ocupado los pozos de rifles de la Confederación. Incapaces de obtener refuerzos, las compañías de Vermont se retiraron a través de la presa, sufriendo bajas mientras se retiraban. Aproximadamente a las 5 p. m., Baldy Smith ordenó que el 6.º de Vermont atacara las posiciones de la Confederación río abajo de la presa, mientras que el 4.º de Vermont se manifestaba en la misma presa. Esta maniobra fracasó ya que el 6.º Vermont fue sometido a un intenso fuego confederado y se vio obligado a retirarse. Algunos de los heridos se ahogaron al caer al estanque poco profundo detrás de la presa.
Durante el resto de abril, los confederados, ahora con 57.000 efectivos y bajo el mando directo de Johnston, mejoraron sus defensas mientras McClellan emprendió el laborioso proceso de transportar y colocar enormes baterías de artillería de asedio, que planeaba desplegar el 5 de mayo. Johnston sabía que el inminente bombardeo sería difícil de soportar, así que comenzó a enviar sus carros de suministros en dirección a Richmond el 3 de mayo. Los esclavos fugados informaron de ello a McClellan, quien se negó a creerles. Estaba convencido de que un ejército cuya fuerza estimaba en 120.000 personas se quedaría a luchar. En la noche del 3 de mayo, los confederados lanzaron un breve bombardeo por su cuenta y luego se callaron. Temprano a la mañana siguiente, el general Samuel P. Heintzelman ascendió en un globo de observación y encontró que los atrincheramientos de la Confederación estaban vacíos.
McClellan quedó atónito con la noticia. Envió a la caballería a las órdenes del general de Brigada George Stoneman y ordenó a la división del general de Brigada William B. Franklin que reabordara los transportes de la Marina, navegara por el río York y cortara la retirada de Johnston.

## Batallas iniciales
Desde el 5 de mayo al 1 de junio de 1862 se produjeron cinco batallas importantes que fueron definiendo el curso de la campaña. Estas batallas fueron;
- Williamsburg. 5 de mayo. No concluyente.
- Eltham's Landing (o West Point). 7 de mayo. No concluyente. Fuertes bajas en ambos bandos.
- Drewry's Bluff. 15 de mayo. Victoria confederada. Escasas bajas en ambos bandos.
- Hanover Court House. 27 de mayo. Victoria de la Unión.
- Seven Pines (o Fair Oaks). 31 de mayo y 1 de junio. Inconcluyente. Ambos bandos reclaman la victoria.

A pesar de la victoria que asumía en Seven Pines, McClellan se vio sacudido por la experiencia. Reasignó todo su ejército excepto el Cuerpo V al sur del río, y aunque continuó planeando un asedio y la captura de Richmond, perdió la iniciativa estratégica y nunca la recuperó.
Lee utilizó la pausa de un mes en el avance de McClellan para fortificar las defensas de Richmond y extenderlas hacia el sur hasta el río James en Chaffin's Bluff. En el lado sur del río James, se construyeron líneas defensivas hacia el sur hasta un punto por debajo de Petersburg. La longitud total de la nueva línea defensiva era de unas 30 millas (48 km). Para ganar tiempo y completar la nueva línea defensiva y prepararse para una ofensiva, Lee repitió la táctica de hacer que un pequeño número de tropas parezca más grande de lo que realmente era. McClellan también se puso nervioso por el audaz viaje de Jeb Stuart a caballo alrededor del ejército de la Unión (13-15 de junio), recolectando inteligencia militar e interrumpiendo el suministro federal y las líneas de comunicación.

## Las batallas de los siete días
La segunda fase de la campaña de la Península dio un giro negativo para la Unión cuando Lee lanzó feroces contraataques al este de Richmond en las Batallas de los Siete Días (25 de junio - 1 de julio de 1862).Aunque ninguna de estas batallas fueron victorias tácticas confederadas significativas (y la batalla de Malvern Hill en el último día fue una derrota confederada significativa), la tenacidad de los ataques de Lee y la repentina aparición de la "caballería de infantería" de Stonewall Jackson en su flanco occidental inquietaron a McClellan, quien retiró a sus fuerzas a una base en el río James. Más tarde, Lincoln ordenó al ejército que regresara a Washington D. C., La Península de Virginia estuvo relativamente tranquila hasta mayo de 1864, cuando el general de división Benjamin Butler volvió a invadirla como parte de la campaña Bermuda Hundred.
Durante esta fase de la campaña se produjeron siete enfrentamientos notables denominados en conjunto las batallas de los Siete Días, entre el 25 de junio y el 1 de julio de 1862. Estas son las siguientes:
- Oak Grove. 25 de junio. Resultado no concluyente. Los federales avanzan 500 metros, pero con grandes pérdidas.
- Beaver Dam Creek (Mechanicsville). 26 de junio. Victoria táctica de la Unión. Victoria estratégica confederada.
- Gaines's Mill. 27 de junio. Victoria confederada.
- Garnett's & Golding's Farm. 27 y 28 de junio. Inconcluyente, pero con grandes bajas confederadas.
- Savage's Station. 29 de junio. Inconcluyente, pero con grandes bajas federales.
- Glendale and White Oak Swamp. Son dos batallas libradas el 30 de junio, ambas inconcluyentes
- Malvern Hill. 1 de julio. Victoria táctica de la Unión. Grandes bajas confederadas.

## Fin de la campaña

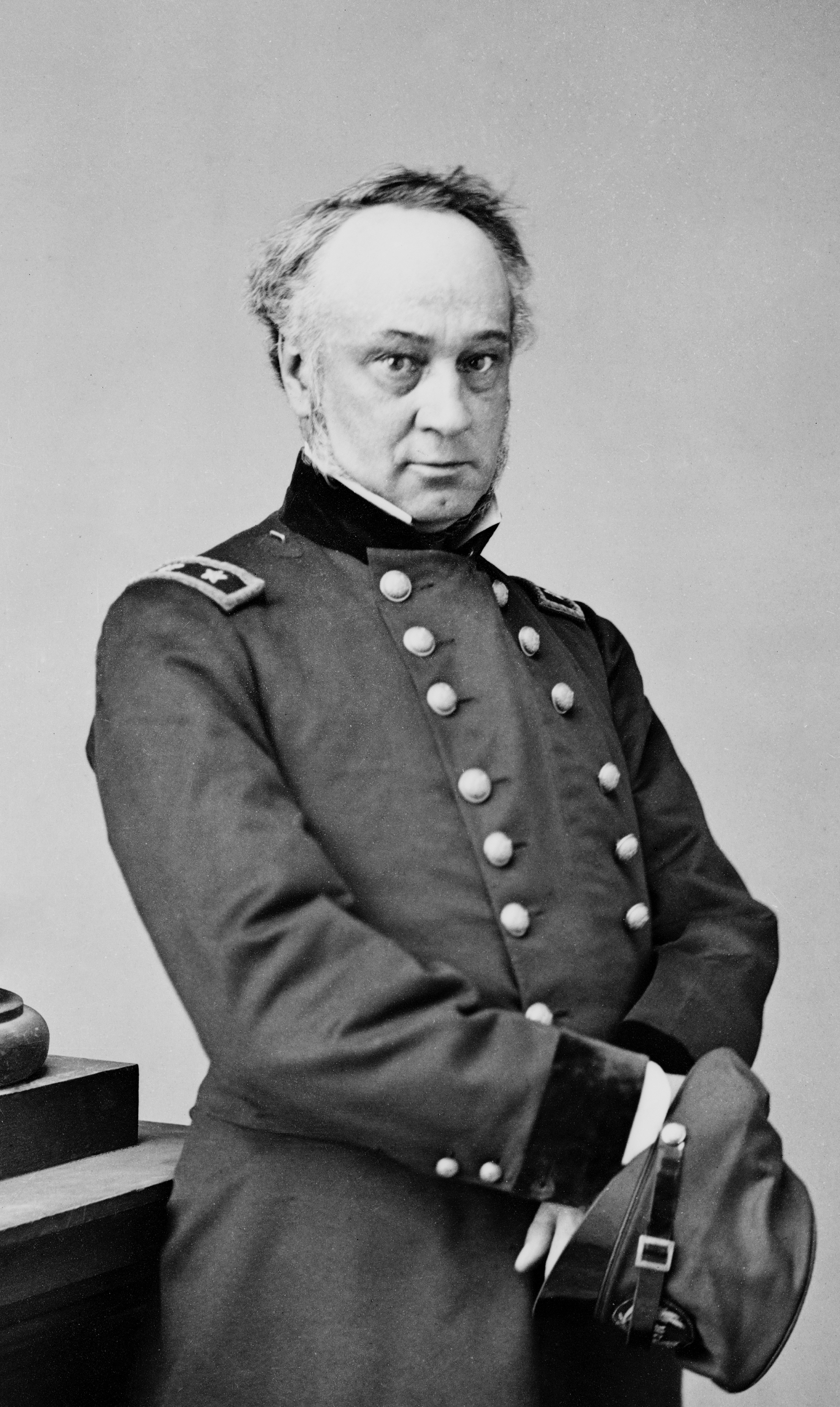
Mayor general Henry W. Halleck, comandante en jefe de los ejércitos de la Unión durante la Campaña de la Península

Las batallas de los Siete Días terminaron con la Campaña de la Península. Malvern Hill no era una posición sostenible para permanecer en ella, y el ejército del Potomac se retiró rápidamente a Harrison's Landing, donde estaba protegido por cañoneras de la Unión en el río James. El ejército no estaba en condiciones de reanudar la ofensiva; cerca de 16.000 hombres y oficiales habían resultado muertos o heridos entre el 25 de junio y el 1 de julio, en particular en el Cuerpo V, que había llevado a cabo los combates más intensos, mientras que los supervivientes estaban extremadamente cansados después de una semana de combates y marchas con poca comida o sueño, la mayor parte de las municiones de artillería se habían agotado, y el tiempo de verano estaba haciendo estragos en las listas de enfermos del ejército, que se hacían cada vez más largas. Mientras tanto, el igualmente agotado ejército del Norte de Virginia, sin ninguna razón para permanecer en las tierras bajas del James, se retiró a las líneas de Richmond para lamer sus heridas.
McClellan escribió una serie de cartas al Departamento de Guerra argumentando que se enfrentaba a más de 200.000 confederados y que necesitaba refuerzos importantes para lanzar una nueva ofensiva contra Richmond. Al darle los comandos en el norte de Virginia, las tropas de la guarnición de Washington, y cualquier otra fuerza que pudiera ser retirada del oeste, argumentó que podría tener una oportunidad de luchar. El general en jefe Henry Halleck respondió que las peticiones de McClellan eran imposibles y que si el ejército confederado era tan grande como él decía, entonces intentar reforzarlo con las órdenes de Pope y Burnside en el norte de Virginia era un suicidio, ya que los confederados podían aplastar fácilmente a cualquiera de los dos ejércitos de la Unión con una fuerza aplastante. Halleck también señaló que la temporada de mosquitos se acercaba en agosto y septiembre, y que permanecer en la pantanosa península de Virginia en esa época del año estaba provocando una desastrosa epidemia de malaria y fiebre amarilla. El 4 de agosto, McClellan recibió la orden de retirarse de la Península y regresar al área de Aquia Creek de inmediato.

## Bajas y efecto de la campaña
Ambas partes sufrieron muchas bajas. El ejército de Lee de Virginia del Norte sufrió unas 20.000 bajas (3.494 muertos, 15.758 heridos y 952 capturados o desaparecidos) de un total de más de 90.000 soldados durante los Siete Días. McClellan informó de unas 16.000 bajas (1.734 muertos, 8.062 heridos y 6.053 capturados o desaparecidos) de un total de 105.445. A pesar de su victoria, muchos confederados quedaron atónitos por las pérdidas.
Los efectos de las Batallas de los Siete Días fueron generalizados. Después de un exitoso comienzo en la Península que predijo un temprano fin de la guerra, la moral del Norte fue aplastada por la retirada de McClellan. A pesar de las fuertes bajas y las torpes actuaciones tácticas de Lee y sus generales, la moral de los confederados se disparó, y Lee se animó a continuar con su agresiva estrategia a través de la Segunda Batalla de Bull Run y la Campaña de Maryland. El anterior puesto de McClellan como general en jefe de todos los ejércitos de la Unión, vacante desde marzo, fue ocupado el 23 de julio de 1862 por el mayor general Henry W. Halleck, aunque McClellan mantuvo el mando del ejército del Potomac. Mientras tanto, Robert E. Lee se embarcó en una profunda reorganización del ejército de Virginia del Norte, formando dos cuerpos comandados por James Longstreet y Stonewall Jackson. Lee también removió a varios generales como John Magruder y Benjamin Huger, que habían actuado mal durante las Batallas de los Siete Días.